# Santa Margarita (Trinidad y Tobago)
Santa Margarita es una localidad de Trinidad y Tobago, que forma parte de la región de Tunapuna-Piarco.

## Geografía
La localidad abarca parte de la isla Trinidad y limita al norte con La Mango Village y Mount St. Benedict, al sur y este con St. Augustine y al oeste con Curepe.

## Demografía
Datos demográficos de la localidad de Santa Margarita:
| Gráfica de evolución demográfica de Santa Margarita entre 2000 y 2011 |
|                                                                       |